# هور (تضاريس)

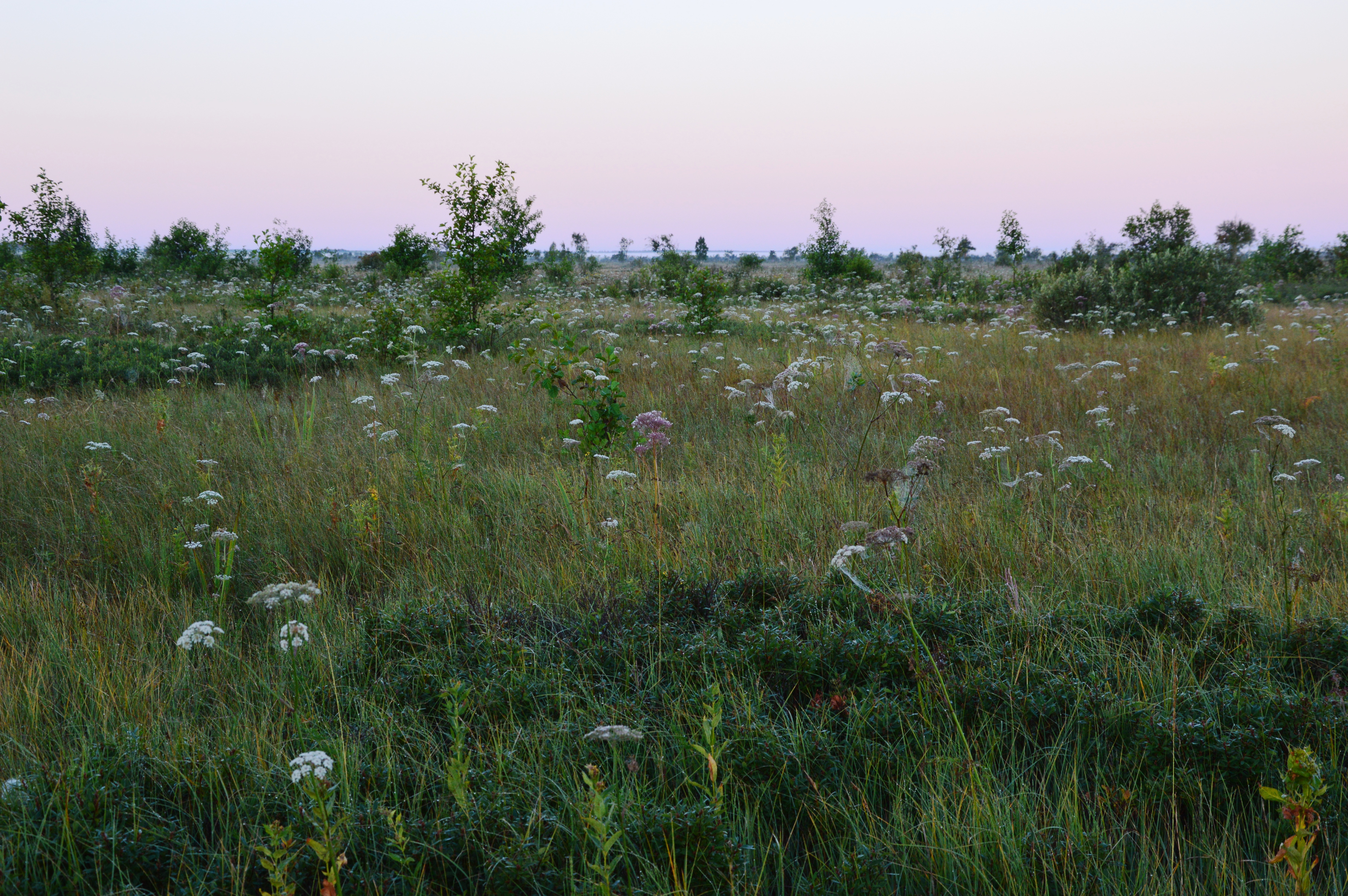
أفاست فين، إستونيا. تسيطر نباتات سعدية على المناظر الطبيعية، والشجيرات الخشبية والأشجار قليلة.

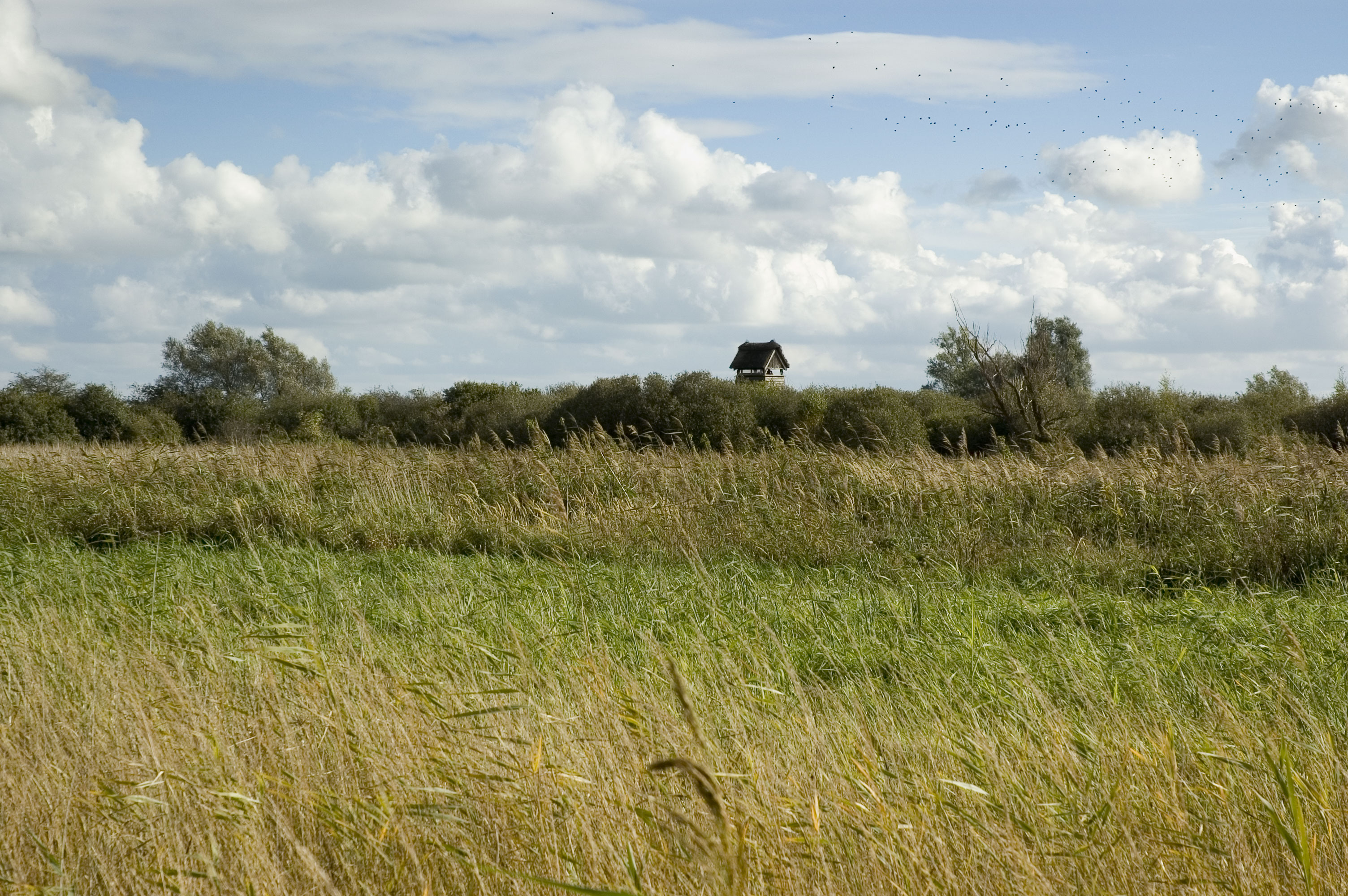
ويكين فين ، إنجلترا. الأعشاب في المقدمة هي نموذجية للمستنقعات.

الهور او غوْر او مستنقع الخث المعدني (بالإنجليزية: Fen) يُعرف بأنه نوع من الأراضي الرطبة التي يتراكم فيها الخث، وتتغذى بالمياه الجوفية أو السطحية الغنية بالمعادن. يمثل الهور أحد الأنواع الرئيسية للأراضي الرطبة، إلى جانب المستنقعات، السبخات والمخثات. وتُعرف كل من المخثة والهور، وهما نظامان بيئيان يكوّنان الخث، باسم مستنقعات الخث. تعود الكيمياء الفريدة لمياه الهور إلى مدخلات المياه الجوفية أو السطحية. ينتج عن هذه المدخلات عادةً تركيزات معدنية أعلى ورقم هيدروجيني أكثر قاعدية مما هو موجود في المخثة. مع تراكم الخث في الهور، قد يقل مدخل المياه الجوفية أو ينقطع، مما يجعل الهور "أومبروتروفي" (يتغذى بمياه الأمطار)، بدلاً من أن يكون "مينيروتروفي" (يتغذى بالمياه الجوفية والمعادن). وبهذه الطريقة، يمكن أن يصبح الهور أكثر حمضية ويتحول إلى مخثة بمرور الوقت.
توجد الأهور في جميع أنحاء العالم، ولكن الغالبية العظمى منها تقع في خطوط العرض المتوسطة إلى العالية في نصف الكرة الشمالي. يغلب عليها نباتات سعدية والحزازية، وخاصة النباتات شبيه الأعشاب التي قد توجد نادراً في أماكن أخرى، مثل كاريكس إكسيليس. تُعد الأهور أنظمة بيئية ذات تنوع حيوي عالٍ، وغالباً ما تكون موائل للأنواع المهددة بالانقراض أو النادرة، مع تغير تركيب الأنواع بتغير كيمياء الماء. ولها أيضاً أدوار مهمة في دورة المغذيات مثل الكربون والنيتروجين والفوسفور، بسبب نقص الأكسجين (الظروف اللاهوائية) في تربة الخث العضوية المشبعة بالمياه في الأهور.
تاريخياً، جرى تحويل الأهور إلى أراضٍ زراعية. وبصرف النظر عن هذا التحويل، تواجه الأهور عدداً من التهديدات الأخرى، ومنها قطع الخث، والتلوث، والأنواع الغازية، والاضطرابات القريبة التي تخفض منسوب المياه في الهور، مثل المحاجر. يؤدي قطع تدفق المياه الغنية بالمعادن إلى الهور إلى تغيير كيمياء المياه، مما قد يغير ثراء الأنواع ويجفف الخث. الخث الأكثر جفافاً يتحلل بسهولة أكبر وقد يحترق.

## الانتشار والمدى
تنتشر الأهور في جميع أنحاء العالم، ولكنها توجد بكثرة في خطوط العرض المتوسطة إلى العالية في نصف الكرة الشمالي. تتواجد في جميع أنحاء المنطقة المعتدلة والمناطق الشمالية (القطبية)، ولكنها توجد أيضاً في مناطق التندرا وفي ظروف بيئية معينة بمناطق أخرى حول العالم. في الولايات المتحدة، تعد الأهور الأكثر شيوعاً في الغرب الأوسط والشمال الشرقي، ولكنها يمكن أن توجد في جميع أنحاء البلاد. وفي كندا، تتواجد الأهور بكثرة في الأراضي المنخفضة القريبة من خليج هدسون وخليج جيمس. تنتشر الأهور كذلك عبر خطوط العرض الشمالية لأوراسيا، ومنها بريطانيا وأيرلندا، بالإضافة إلى اليابان، ولكن وسط وشرق أوروبا غنيان بشكل خاص بالأهور. جنوباً، الأهور نادرة جداً، لكنها موجودة في ظروف محددة. في إفريقيا، وجدت الأهور في دلتا أوكافانغو في بوتسوانا ومنحدرات المرتفعات في ليسوتو. يمكن العثور على الأهور أيضاً في خطوط العرض الباردة بنصف الكرة الجنوبي، حيث توجد في نيوزيلندا وجنوب غرب الأرجنتين، ولكن مداها أقل بكثير من مثيلاتها في خطوط العرض الشمالية. محلياً، غالباً ما توجد الأهور عند تقاطع النظم البيئية الأرضية والمائية، مثل منابع الجداول والأنهار.
يقدر أن هناك ما يقرب من 1.1 مليون كيلومتر مربع من الأهور في جميع أنحاء العالم، ولكن تحديد مدى انتشار الأهور بدقة أمر صعب. ونظراً لأن تعريفات الأراضي الرطبة تختلف إقليمياً، لا تعرف جميع الدول الأهور بالطريقة نفسها. إضافة إلى ذلك، لا تتوفر بيانات الأراضي الرطبة دائماً، أو قد لا تكون ذات جودة عالية. يصعب أيضاً تحديد الأهور وقياسها بشكل صارم، لأنها تقع بين النظم البيئية الأرضية والمائية.

## التعريف
يصعب تعريف أنواع الأراضي الرطبة، ومنها الأهوار، بدقة لأسباب عدة. أولاً، تُعد الأراضي الرطبة أنظمة بيئية متنوعة يصعب تصنيفها وفق تعريفات صارمة. وغالباً ما تُوصف بأنها منطقة انتقالية بين النظم البيئية الأرضية والمائية، وتجمع خصائص كليهما. وهذا يجعل من الصعب تحديد المدى الدقيق للأرض الرطبة. ثانياً، تختلف المصطلحات المستخدمة لوصف أنواع الأراضي الرطبة اختلافاً كبيراً حسب المنطقة. فمصطلح "بايو"، على سبيل المثال، يصف نوعاً من الأراضي الرطبة، ولكن استخدامه يقتصر عموماً على جنوب الولايات المتحدة. ثالثاً، تستخدم اللغات المختلفة مصطلحات متباينة لوصف أنواع الأراضي الرطبة. ففي اللغة الروسية، على سبيل المثال، لا يوجد مرادف لمصطلح "مستنقع" كما يُستخدم عادة في أمريكا الشمالية. والنتيجة هي وجود عدد كبير من أنظمة تصنيف الأراضي الرطبة، كل منها يُعرف الأراضي الرطبة وأنواعها بطريقته الخاصة. ومع ذلك، تتضمن العديد من أنظمة التصنيف أربع فئات واسعة تندرج تحتها معظم الأراضي الرطبة: المستنقعات، السبخات، المخثات والأهوار. وفي حين تختلف أنظمة التصنيف بشأن المعايير الدقيقة التي تُعرف الهور، إلا أن هناك خصائص مشتركة تصف الأهوار بشكل عام وغير دقيق. ويُقدم تعريف عام من كتاب "الأراضي الرطبة" للهور بأنه "أرض رطبة يتراكم فيها الخث، تتلقى بعض الصرف من التربة المعدنية المحيطة، وتدعم عادة نباتات شبيهة بنباتات المستنقعات".
تُعرض ثلاثة أمثلة أدناه لتوضيح تعريفات أكثر تحديداً لمصطلح "هور":

### تعريف نظام تصنيف الأراضي الرطبة الكندي
في نظام تصنيف الأراضي الرطبة الكندي، تُعرف الأهوار بست خصائص:
1. وجود الخث.
2. مستوى سطح الأرض الرطبة يتساوى مع منسوب المياه الجوفية. تتدفق المياه على السطح وعبر باطن الأرض الرطبة.
3. يتذبذب منسوب المياه الجوفية؛ فقد يكون على سطح الأرض الرطبة أو بضعة سنتيمترات فوقه أو تحته.
4. تتلقى الأرض الرطبة كمية كبيرة من مياهها من المياه الجوفية أو السطحية الغنية بالمعادن.
5. وجود بقايا متحللة من نباتات السعدية أو خث الطحالب البنية.
6. الغطاء النباتي يتكون بشكل أساسي من شبيه الأعشاب والشجيرات.

### تعريف كتاب "علم بيئة الأراضي الرطبة: المبادئ والحفظ" (كيددي)
في كتاب "علم بيئة الأراضي الرطبة: المبادئ والحفظ"، يُقدم بول إيه. كيددي تعريفاً أبسط للهور بأنه "أرض رطبة تهيمن عليها عادة نباتات السعدية والأعشاب المتجذرة في خث ضحل، وغالباً ما تشهد حركة كبيرة للمياه الجوفية، وبدرجة حموضة تزيد عن 6". وهذا التعريف يُفرق بين الأهوار والمستنقعات والسبخات بوجود الخث.

### تعريف كتاب "بيولوجيا أراضي الخث" (ريدن)
في كتاب "بيولوجيا أراضي الخث"، تُعرف الأهوار بالمعايير التالية:
1. الأرض الرطبة لا تُغمر بمياه البحيرات أو الأنهار.
2. الغطاء النباتي الشجري الذي يبلغ ارتفاعه مترين أو أكثر غائب، أو أن كثافة المظلة الشجرية أقل من 25%.
3. الأرض الرطبة "مينيروتروفية"، أي تتلقى مغذياتها من المياه الجوفية الغنية بالمعادن.

ويُقدم تمييز إضافي بين الأهوار المفتوحة والأهوار الحرجية، حيث تكون كثافة المظلة الشجرية في الأهوار المفتوحة أقل من 10%، بينما في الأهوار الحرجية تتراوح بين 10-25%. وإذا هيمنت الشجيرات الطويلة أو الأشجار، فإن الأرض الرطبة تُصنف بدلاً من ذلك على أنها مخثة حرجية أو غابة مستنقعات، اعتماداً على معايير أخرى.

## سمات الكيمياء الجغرافية الحيوية

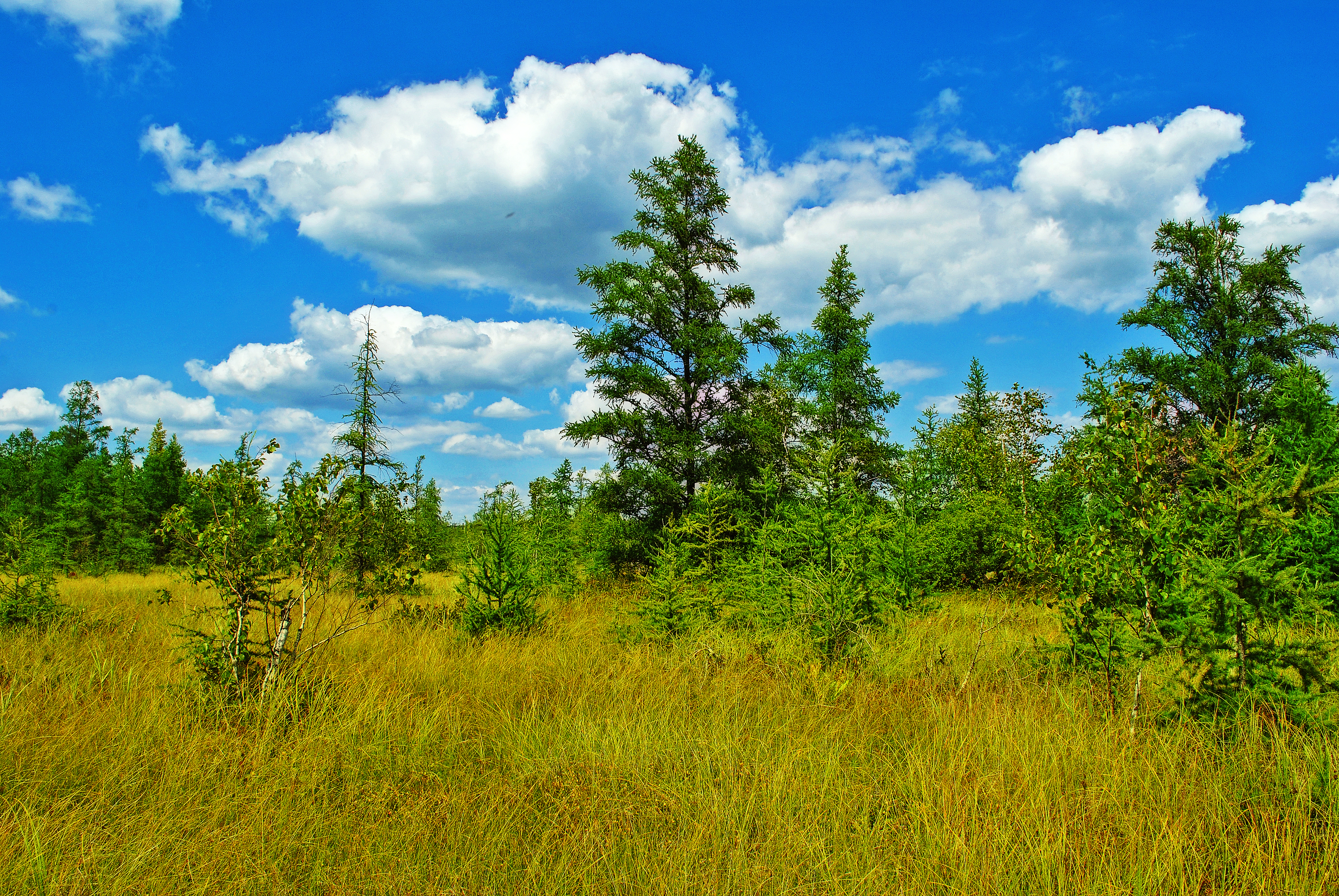
مستنقع سبولدينج، ويسكونسن

### الظروف الهيدرولوجية
تُعد الظروف الهيدرولوجية، كما هو الحال في الأراضي الرطبة الأخرى، عاملاً رئيسياً في تحديد الكائنات الحية والكيمياء الجغرافية الحيوية الخاصة بالأهور. تظل تربة الهور مشبعة بالمياه باستمرار لأن منسوب المياه الجوفية يكون على السطح أو قريباً منه. وتكون النتيجة تربة لاهوائية (خالية من الأكسجين) بسبب بطء معدل انتشار الأكسجين في التربة المشبعة بالمياه. تُعد التربة اللاهوائية فريدة بيئياً لأن الغلاف الجوي للأرض غني بالأكسجين، بينما تكون معظم النظم البيئية الأرضية والمياه السطحية هوائية. وتؤدي الظروف اللاهوائية الموجودة في تربة الأراضي الرطبة إلى كيمياء تربة مختزلة، بدلاً من المؤكسدة.
من السمات المميزة للأهور أن جزءاً كبيراً من إمداداتها المائية يأتي من المياه الجوفية (التغذية بالمعادن). ونظراً لأن الهيدرولوجيا هي العامل المهيمن في الأراضي الرطبة، فإن كيمياء المياه الجوفية تؤثر بشكل كبير على خصائص الهور الذي تُغذيه. وتتحدد كيمياء المياه الجوفية بدورها إلى حد كبير بجيولوجيا الصخور التي تتدفق المياه الجوفية عبرها. وبالتالي، تتأثر خصائص الهور، وخاصة رقم حموضته، بشكل مباشر بنوع الصخور التي تتلامس معها إمدادات المياه الجوفية. ويُعد رقم الحموضة عاملاً رئيسياً في تحديد تركيب الأنواع وتنوعها في الهور، حيث تُسمى الأهوار الأكثر قاعدية "غنية" والأهوار الأكثر حمضية "فقيرة". وتميل الأهوار الغنية إلى أن تكون عالية التنوع الحيوي وتُؤوي عدداً من الأنواع النادرة أو المهددة بالانقراض، ويميل التنوع الحيوي إلى التناقص مع انخفاض غنى الهور.
غالباً ما توجد الأهوار فوق الصخور الغنية بالكالسيوم، مثل الحجر الجيري. عندما تتدفق المياه الجوفية عبر الصخور الكلسية (الغنية بالكالسيوم) مثل الحجر الجيري (كربونات الكالسيوم)، تذوب كمية صغيرة وتُحمل إلى الهور الذي تُغذيه المياه الجوفي. وعندما تذوب كربونات الكالسيوم، تُنتج البيكربونات وأيون الكالسيوم الموجب وفقاً للتوازن التالي:
{\displaystyle {\ce {CaCO3 + H2CO3 <=> Ca^2+ + 2HCO3^-}}}
حيث يُنتج حمض الكربونيك ({\displaystyle {\ce {H2CO3}}}) عن طريق ذوبان ثاني أكسيد الكربون في الماء. في الأهوار، تعمل أنيون البيكربونات الناتج عن هذا التوازن كمنظم لدرجة الحموضة، مما يحافظ على استقرار نسبي لدرجة الحموضة في الهور. أما الأهوار التي تُغذى بمياه جوفية لا تتدفق عبر معادن ولا تعمل كمنظم عند الذوبان، فتميل إلى أن تكون أكثر حمضية. ويُلاحظ التأثير نفسه عندما تتدفق المياه الجوفية عبر معادن ذات قابلية ذوبان منخفضة، مثل الرمل.
في الأهوار الغنية للغاية، يمكن أن تترسب كربونات الكالسيوم من المحلول لتُكون رواسب المارل (طين جيري). تترسب كربونات الكالسيوم من المحلول عندما ينخفض الضغط الجزئي لثاني أكسيد الكربون في المحلول. ويحدث الانخفاض في الضغط الجزئي لثاني أكسيد الكربون بسبب امتصاص النباتات له لعملية البناء الضوئي أو الفقدان المباشر إلى الغلاف الجوي. وهذا يقلل من توافر حمض الكربونيك في المحلول، مما يُحرك التوازن أعلاه نحو تكوين كربونات الكالسيوم. وتكون النتيجة هي ترسيب كربونات الكالسيوم وتكوين الطين الجيري.

### دورة المغذيات
تُشارك الأهور، بوصفها نوعاً متميزاً من الأراضي الرطبة، العديد من الخصائص البيوجيوكيميائية مع الأراضي الرطبة الأخرى. ومثل جميع الأراضي الرطبة، تضطلع الأهوار بدور مهم في دورة المغذيات، وذلك لوجودها عند الواجهة بين البيئات الهوائية (الأوكسية) واللاهوائية (الأنوكسية). وتضم معظم الأراضي الرطبة طبقة علوية رقيقة من التربة المؤكسدة التي تتلامس مع الغلاف الجوي أو المياه السطحية المؤكسدة. قد تدور المغذيات والمعادن بين هذه الطبقة العلوية المؤكسدة والطبقة المختزلة السفلية، حيث تخضع لتفاعلات الأكسدة والاختزال بواسطة المجتمعات الميكروبية المتكيفة مع كل طبقة. وتحدث العديد من التفاعلات الهامة في الطبقة المختزلة، ومنها نزع النيتروجين، واختزال المنغنيز، واختزال الحديد، واختزال الكبريتات، وتوليد الميثان. ولأن الأراضي الرطبة تُعد نقاطاً ساخنة لتحولات المغذيات وغالباً ما تكون مصبات لها، فقد تُنشأ لمعالجة المياه الغنية بالمغذيات الناتجة عن الأنشطة البشرية.
تُعد الأهوار أيضاً نقاطاً ساخنة للإنتاج الأولي، حيث يُحفز الإمداد المستمر للمياه الجوفية هذا الإنتاج. وتتميز المخثات، التي تفتقر إلى هذا الإمداد من المياه الجوفية، بإنتاج أولي أقل بكثير.

#### الكربون
يصل الكربون إلى جميع أنواع الأراضي الرطبة، ومنها الأهوار، غالباً كربون عضوي، إما من النظم البيئية المرتفعة المجاورة أو عن طريق البناء الضوئي في الأرض الرطبة نفسها. وبمجرد دخوله إلى الأرض الرطبة، يكون للكربون العضوي عادةً ثلاثة مصائر رئيسية: الأكسدة إلى ثاني أكسيد الكربون عن طريق التنفس الهوائي، أو الدفن كمادة عضوية في الخث، أو التحلل إلى ميثان. في أراضي الخث، ومنها الأهوار، يكون الإنتاج الأولي للنباتات أكبر من التحلل، مما يؤدي إلى تراكم المواد العضوية على شكل خث. وعادة ما تقوم الطحالب المقيمة بعملية التحلل داخل الهور، وغالباً ما يدفع تحلل جذور النباتات الأهوار المعتدلة. تُخزن مخازن الخث هذه كمية هائلة من الكربون. ومع ذلك، يصعب تحديد ما إذا كانت الأهوار صافي امتصاص أو انبعاث لغازات الدفيئة. ويعود السبب في ذلك إلى أن الأهوار تُطلق الميثان، وهو غاز دفيئة أقوى تأثيراً من ثاني أكسيد الكربون. وتجمع العتائق المنتجة للميثان التي تقيم في الطبقات اللاهوائية من الخث بين ثاني أكسيد الكربون وغاز الهيدروجين لتكوين الميثان والماء. ويمكن لهذا الميثان بعد ذلك أن يتسرب إلى الغلاف الجوي ويُمارس آثاره الاحترارية. وُجد أن أراضي الخث التي تهيمن عليها الطحالب البنية ونباتات السعدية مثل الأهوار تُطلق كمية أكبر من الميثان مقارنة بأراضي الخث التي تهيمن عليها طحالب الإسفغنون مثل المخثات.

#### النتروجين
تضطلع الأهوار بدور مهم في دورة النيتروجين العالمية، وذلك بسبب الظروف اللاهوائية الموجودة في تربتها، والتي تُسهل أكسدة أو اختزال شكل من أشكال النيتروجين إلى آخر. ويصل معظم النيتروجين إلى الأراضي الرطبة على شكل نترات من الجريان السطحي، أو في مواد عضوية من مناطق أخرى، أو عن طريق تثبيت النيتروجين في الأرض الرطبة. وهناك ثلاثة أشكال رئيسية للنيتروجين الموجودة في الأراضي الرطبة: النيتروجين في المواد العضوية، والنيتروجين المؤكسد (النترات أو النتريت)، والأمونيوم.
النيتروجين وفير في الخث. وعندما تتحلل المواد العضوية في الخث في غياب الأكسجين، يُنتج الأمونيوم عبر عملية استخلاص النيتروجين على شكل أمونيا. وفي الطبقة السطحية المؤكسدة من الأرض الرطبة، يتأكسد هذا الأمونيوم إلى نتريت ونترات عن طريق النترجة. ويؤدي إنتاج الأمونيوم في الطبقة المختزلة واستهلاكه في الطبقة المؤكسدة العلوية إلى انتشار الأمونيوم صعوداً. وبالمثل، فإن إنتاج النترات في الطبقة المؤكسدة واستهلاك النترات في الطبقة المختزلة عن طريق إزالة النتروجين يدفع انتشار النترات نزولاً. وتُنتج عملية إزالة النتروجين في الطبقة المختزلة غاز النيتروجين وبعض أكسيد النيتروس، الذي يخرج بعد ذلك من الأرض الرطبة إلى الغلاف الجوي. ويُعد أكسيد النيتروس غاز دفيئة قوي، ويُحد إنتاجه بتركيزات النترات والنتريت في الأهوار.
يُتحكم النيتروجين، إلى جانب الفوسفور، في خصوبة الأرض الرطبة.

#### الفوسفور
يصل كل الفوسفور تقريباً إلى الأرض الرطبة عن طريق الرواسب أو الفضلات النباتية من النظم البيئية الأخرى. ويُحدد الفوسفور، إلى جانب النيتروجين، خصوبة الأرض الرطبة. وفي الظروف القاعدية كتلك الموجودة في الأهوار الغنية للغاية، يرتبط الكالسيوم بأنيونات الفوسفات ليُكون فوسفات الكالسيوم، التي لا تكون متاحة لامتصاص النباتات. وتضطلع الطحالب أيضاً بدور كبير في مساعدة النباتات على امتصاص الفوسفور عن طريق تقليل إجهاد الفوسفور في التربة وتحفيز نشاط الفوسفاتاز في الكائنات الحية الموجودة تحت غطاء الطحالب. وقد ثبت أن النباتات نصف المائية تُعزز دورة الفوسفور داخل الأهوار، خاصة في إعادة استعادة الهور، وذلك لقدرتها على العمل كـ "مصرف للفوسفور"، مما يمنع انتقال الفوسفور المتبقي في الهور بعيداً عنه. وفي الظروف العادية، يُحتفظ بالفوسفور داخل التربة على شكل فوسفور غير عضوي ذائب، أو فوسفات، مما يترك كميات ضئيلة من الفوسفور في بقية النظام البيئي.
يُعد الحديد مهماً في دورة الفوسفور داخل الأهوار. يمكن أن يرتبط الحديد بمستويات عالية من الفوسفات غير العضوي داخل الهور، مما يؤدي إلى بيئة سامة وتثبيط نمو النباتات. وفي الأهوار الغنية بالحديد، قد تُصبح المنطقة عرضة للتحمض وزيادة النيتروجين والبوتاسيوم وانخفاض مستويات المياه. وتضطلع تربة الخث بدور في منع ارتباط الحديد بالفوسفات عن طريق توفير مستويات عالية من الأنيونات العضوية ليرتبط بها الحديد بدلاً من الأنيونات غير العضوية مثل الفوسفات.

### تدرج المخثة – الهور الغني
يمكن اعتبار المخثات والأهور نظامين بيئيين يقعان على تدرج يمتد من "الفقير" إلى "الغني"، حيث تمثل المخثات الطرف "الفقير"، والأهور الغنية جداً الطرف "الغني"، بينما تقع الأهوار الفقيرة بينهما. في هذا السياق، يشير مصطلحا "غني" و"فقير" إلى ثراء الأنواع، أو مدى التنوع البيولوجي في الهور أو المخثة. تتأثر غنى هذه الأنواع بشكل كبير برقم الحموضة وتركيزات الكالسيوم والبيكربونات. وتُساعد هذه العوامل في تحديد موقع هور معين على هذا التدرج. وبشكل عام، تُعد الأهوار الغنية "مينيروتروفية"، أي تعتمد على المياه الجوفية الغنية بالمعادن، بينما تُعد المخثات "أومبروتروفية"، أي تعتمد على الأمطار كمصدر للمياه والمغذيات. وتقع الأهوار الفقيرة بين هذين النوعين.

#### الأهور الغنية

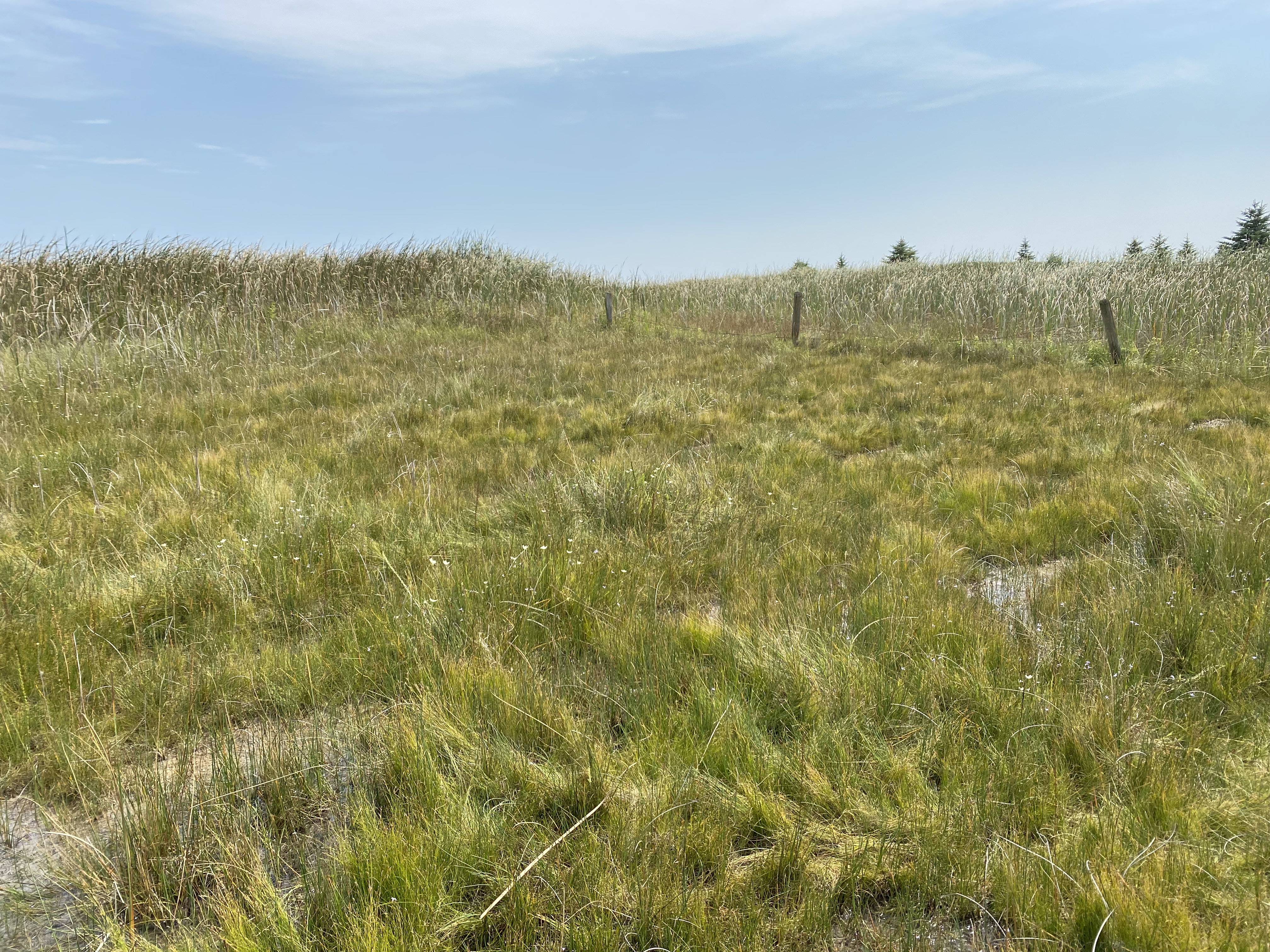
هور صغير غني جداً في جنوب غرب ولاية مينيسوتا. تُعد الأزهار البيضاء، بارناسيا غلوكا، من الأنواع المؤشرة على وجود الهور في مينيسوتا.

تُعد الأهوار الغنية "مينيروتروفية" بقوة؛ أي أن نسبة كبيرة من مياهها تأتي من المياه الجوفية أو السطحية الغنية بالمعادن. ومع ذلك، فإن الأهوار البعيدة عن المياه السطحية مثل الأنهار والبحيرات تكون أكثر غنىً من الأهوار المتصلة بها. وتُهيمن على هذه المياه الكالسيوم والبيكربونات، مما يؤدي إلى رقم حموضة يتراوح بين الحمضي قليلاً والقاعدي قليلاً، وهي خاصية مميزة للأهور الغنية. تُعزز هذه الظروف التنوع البيولوجي العالي. يوجد قدر كبير من التباين داخل الأهوار الغنية. وتُعد الأهوار الأكثر غنىً هي الأهوار الغنية المتطرفة (الطين الجيري)، حيث غالباً ما تتراكم رواسب الطين الجيري. وغالباً ما يكون رقم حموضة هذه الأهوار 7 أو أعلى. تتراوح حموضة الأهوار الغنية والمتوسطة الغنى عادة من محايدة إلى حمضية قليلاً، مع رقم حموضة يتراوح تقريباً من 7 إلى 5. لا تكون الأهوار الغنية دائماً ذات إنتاجية عالية؛ فبتركيزات الكالسيوم العالية، ترتبط أيونات الكالسيوم بأنيونات الفوسفات، مما يقلل من توفر الفوسفور ويُخفض الإنتاج الأولي. يمكن أن تستقر المخثة الغنية ذات الإنتاج الأولي المحدود مع تراكم الطحالب والمتعايشة الفطرية الجذرية، مما يُعزز دورة الفوسفور ويُمكن أن يدعم نمو النباتات والبكتيريا الجديدة. وتُعد الطحالب البنية (فصيلة أمبليستيجياسيا) ونباتات السعدية (جنس سعادى) هي الغطاء النباتي السائد. ومع ذلك، يمكن أن يؤدي تراكم الطحالب مثل الإسفغنون إلى تحمض الهور الغني، مما قد يحوله إلى هور فقير. وبالمقارنة مع الأهوار الفقيرة، تحتوي الأهوار الغنية على تركيزات أعلى من البيكربونات، وأيونات القاعدة الموجبة (مثل {\displaystyle {\ce {Na+}}}, {\displaystyle {\ce {Ca^2+}}}, {\displaystyle {\ce {K+}}}, {\displaystyle {\ce {Mg^2+}}})، والكبريتات.

#### الأهور الفقيرة
تُعد الأهوار الفقيرة، من نواحٍ عديدة، وسيطة بين الأهوار الغنية والمخثات. من الناحية الهيدرولوجية، هي أكثر شبهاً بالأهور الغنية منها بالمخثات، ولكن فيما يتعلق بتركيب الغطاء النباتي والكيمياء، فهي أكثر شبهاً بالمخثات منها بالأهور الغنية. وهي أكثر حمضية بكثير من نظيراتها الغنية، حيث يتراوح رقم حموضتها تقريباً من 5.5 إلى 4. يميل الخث في الأهوار الفقيرة إلى أن يكون أكثر سمكاً من خث الأهوار الغنية، مما يقطع وصول النباتات إلى التربة الغنية بالمعادن الموجودة في الأسفل. إضافة إلى ذلك، يقلل الخث الأكثر سمكاً من تأثير المياه الجوفية الغنية بالمعادن التي تُعادل رقم الحموضة. وهذا يجعل الهور أكثر "أومبروتروفية"، أي يعتمد على الأمطار الفقيرة بالمغذيات كمصدر للمياه والمغذيات. قد تتشكل الأهوار الفقيرة أيضاً في المناطق التي تتدفق فيها المياه الجوفية التي تغذي الهور عبر رواسب لا تذوب جيداً أو ذات قدرة تعادل منخفضة عند الذوبان. يميل ثراء الأنواع إلى أن يكون أقل من ذلك الموجود في الأهوار الغنية ولكنه أعلى من ذلك الموجود في المخثات. وتُهيمن على الأهوار الفقيرة، مثل المخثات، طحالب الإسفغنون، التي تُحَمِّض الهور وتقلل من توفر المغذيات.

## التهديدات
من التهديدات العديدة التي تواجه الأهوار تحويلها إلى أراضٍ زراعية. في الأماكن ذات المناخ الملائم، جرى تجفيف الأهوار للاستخدام الزراعي، بجانب إنتاج المحاصيل، والرعي، وصناعة التبن. ويُعد تجفيف الهور مباشرةً ضاراً بشكل خاص لأنه يُخفض منسوب المياه الجوفية. وقد يُزيد انخفاض منسوب المياه من التهوية ويُجفف الخث، مما يسمح بالتحلل الهوائي أو حرق المواد العضوية الموجودة في الخث. كما أن تجفيف الهور بشكل غير مباشر عن طريق تقليل إمداداته المائية يمكن أن يكون ضاراً بالقدر نفسه. فإعاقة تدفق المياه الجوفية إلى الهور بسبب الأنشطة البشرية القريبة مثل المحاجر أو التنمية السكنية يُغير كمية المياه والمغذيات التي تدخل الهور. وهذا قد يجعل الهور أكثر "أومبروتروفية" (يعتمد على الأمطار)، مما يؤدي إلى التحمض وتغيير في كيمياء الماء. ويؤثر هذا بشكل مباشر على موطن هذه الأنواع، وتختفي العديد من الأنواع المميزة للأهور.
تتعرض الأهوار أيضاً للتهديد من الأنواع الغازية، والتجزؤ، وقطع الخث، والتلوث. فالأنواع الغازية غير المحلية، مثل نبات النبق المسهل في أمريكا الشمالية، يمكنها غزو الأهوار والتنافس مع الأنواع النادرة من الأهوار، مما يقلل من التنوع البيولوجي. كما يُهدد تجزؤ الموائل أنواع الأهوار، وخاصة الأنواع النادرة أو المهددة بالانقراض التي لا تستطيع الانتقال إلى أهوار قريبة بسبب التجزؤ. ويحدث قطع الخث في الأهوار، على الرغم من أنه أكثر شيوعاً في المخثات. وللخث المقطوع من الأهوار استخدامات عديدة، منها حرقه كوقود. ويمكن للملوثات أن تُغير كيمياء الأهوار وتُسهل غزو الأنواع الغازية. وتشمل الملوثات الشائعة للأهور أملاح الطرق، والمغذيات من خزانات الصرف الصحي، والجريان السطحي للأسمدة والمبيدات الزراعية.

## استخدام المصطلح في الأدب
استخدم شكسبير مصطلح "fen-sucked" (ممتص من الهور/مُشبع برطوبة الهور) لوصف الضباب (حرفياً: ينبعث من المستنقعات) في مسرحية "الملك لير"، عندما يقول لير: 
"أصِب جمالها، يا ضباب امتُصَّ من الهور، اجتذبته الشمس القوية، ليتساقط ويُسبب البثور."

## الصور

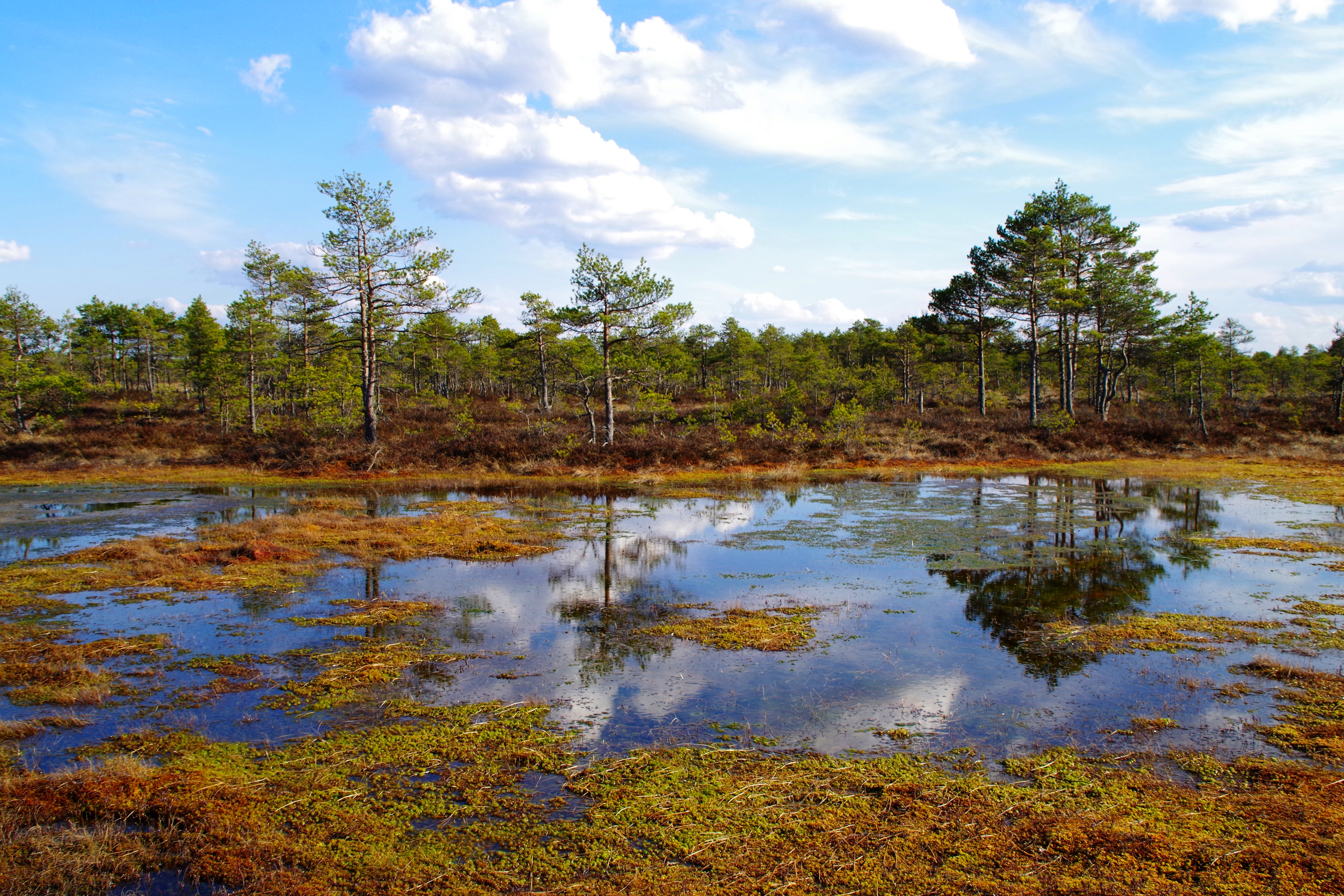
هور كاكيرداجا، إستونيا
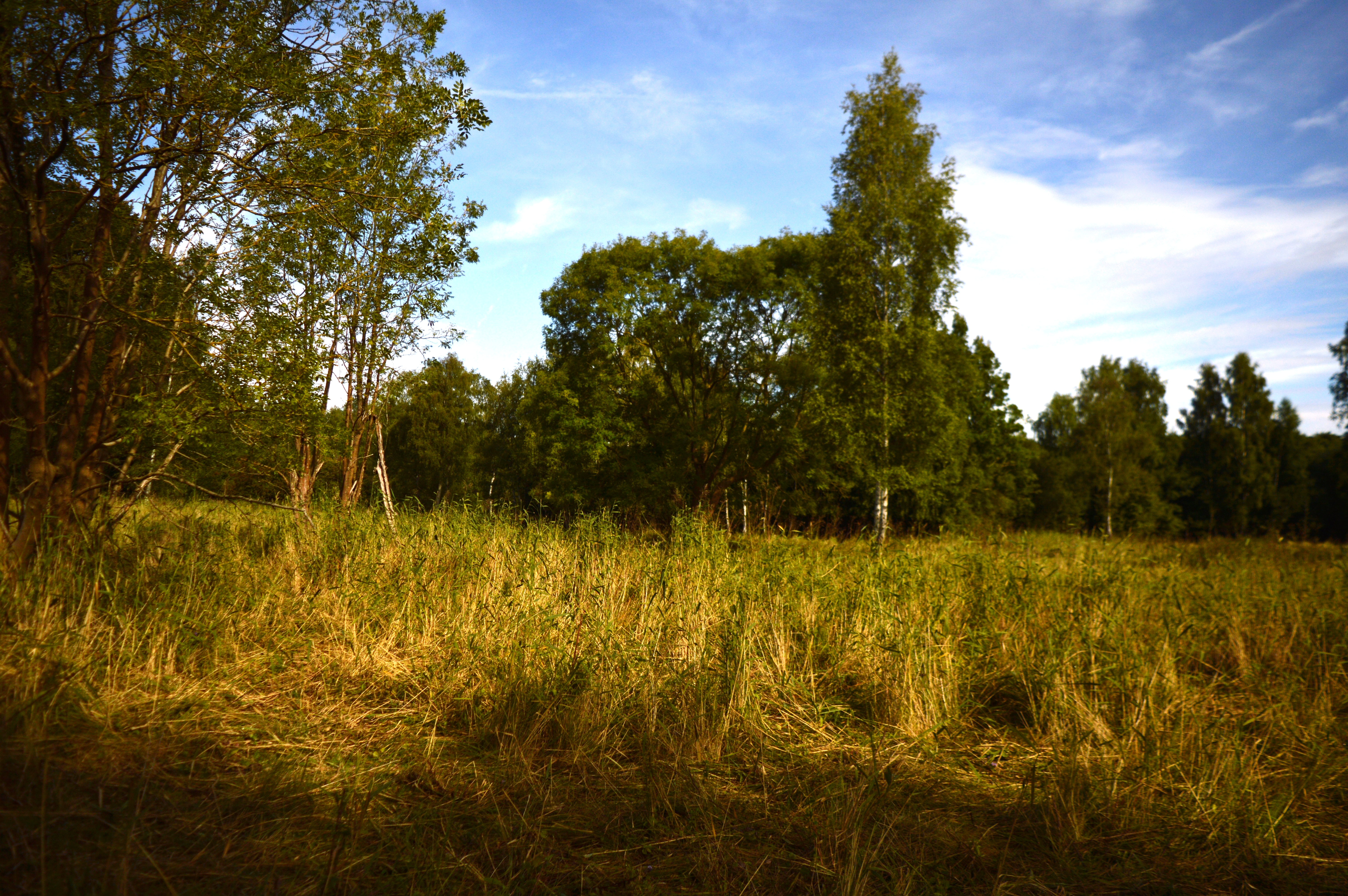
هور ديرنفورد، كمبريدجشاير
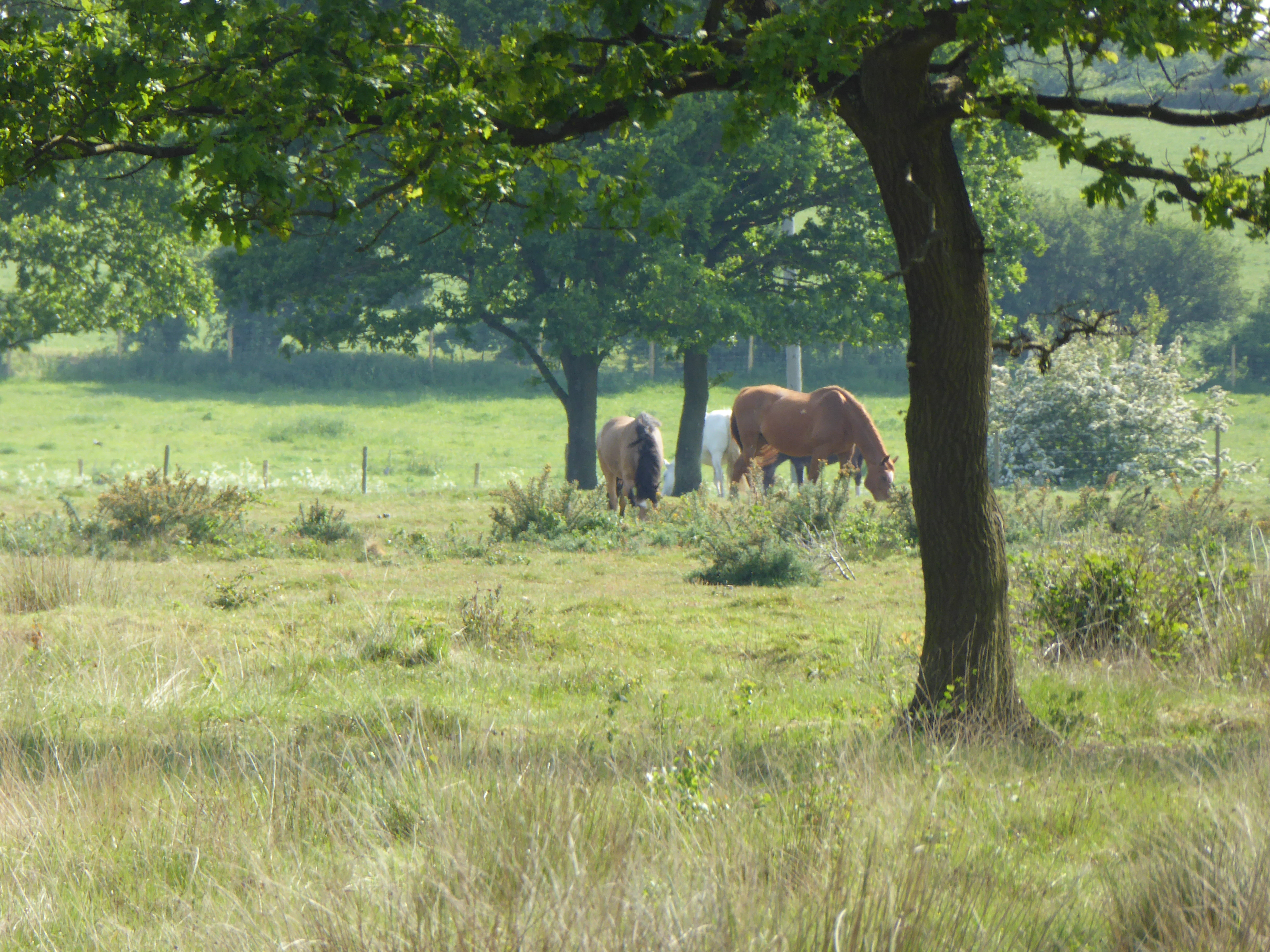
هور السكر، نورفولك
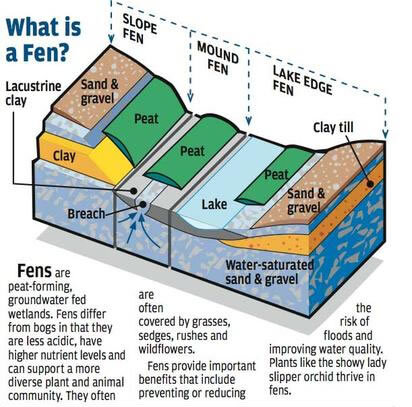

### مناطق أهوار محددة
- أهوار العراق
- أهوار انجلترا[الإنجليزية]

## روابط خارجية
- "Rich Fen". Vermont Fish & Wildlife Department. مؤرشف من الأصل في 2024-12-11. اطلع عليه بتاريخ 2024-06-07.
- "Intermediate Fen". Vermont Fish & Wildlife Department. مؤرشف من الأصل في 2025-06-02. اطلع عليه بتاريخ 2024-06-07.
- "Poor Fen". Vermont Fish & Wildlife Department. مؤرشف من الأصل في 2025-01-18. اطلع عليه بتاريخ 2024-06-07.
- "Rich Fens and Poor Fens". United States Forest Service. مؤرشف من الأصل في 2025-04-11. اطلع عليه بتاريخ 2024-06-02.
- "Boreal Rich Fen". Wisconsin Department of Natural Resources. مؤرشف من الأصل في 2024-11-30. اطلع عليه بتاريخ 2024-06-02.
- "Fen Group". Lansing: Michigan State University Extension. مؤرشف من الأصل في 2025-04-25. اطلع عليه بتاريخ 2024-06-02.
- "Northern Sloping Fen". NatureServe Explorer. مؤرشف من الأصل في 2025-05-02. اطلع عليه بتاريخ 2024-09-19.